# Liste des communes de la Drôme
Pour les autres listes de communes françaises, voir Listes des communes de France.
| - La Drôme en France métropolitaine. - Carte des communes de la Drôme. |

Cette page liste les 362 communes du département français de la Drôme au 1er janvier 2025.
Les communes dissoutes ou fusionnées sont présentées sur la page liste des anciennes communes de la Drôme.

## Liste des communes

### Communes actuelles
Le tableau suivant donne la liste des communes au 1er janvier 2025, en précisant leur code Insee, leur code postal principal, leur arrondissement, leur canton, leur intercommunalité, leur superficie, leur population et leur densité, d'après les chiffres de l'Insee issus du recensement 2022,.
| Nom                          | Code Insee | Code postal | Arrondissement | Canton                                  | Intercommunalité                       | Superficie (km2) | Population (dernière pop. légale) | Densité (hab./km2) | Modifier                                    |
| ---------------------------- | ---------- | ----------- | -------------- | --------------------------------------- | -------------------------------------- | ---------------- | --------------------------------- | ------------------ | ------------------------------------------- |
| Valence (préfecture)         | 26362      | 26000       | Valence        | Valence-1 Valence-2 Valence-3 Valence-4 | CA Valence Romans Agglo                | 36,69            | 64 288 (2022)                     | 1 752              | modifier les données · modifier les données |
| Albon                        | 26002      | 26140       | Valence        | Saint-Vallier                           | CC Porte de DrômArdèche                | 25,62            | 1 935 (2022)                      | 76                 | modifier les données · modifier les données |
| Aleyrac                      | 26003      | 26770       | Nyons          | Dieulefit                               | CC Dieulefit-Bourdeaux                 | 6,65             | 53 (2022)                         | 8,0                | modifier les données · modifier les données |
| Alixan                       | 26004      | 26300       | Valence        | Bourg-de-Péage                          | CA Valence Romans Agglo                | 28,28            | 2 698 (2022)                      | 95                 | modifier les données · modifier les données |
| Allan                        | 26005      | 26780       | Nyons          | Montélimar-2                            | CA Montélimar-Agglomération            | 28,81            | 1 927 (2022)                      | 67                 | modifier les données · modifier les données |
| Allex                        | 26006      | 26400       | Die            | Loriol-sur-Drôme                        | CC du Val de Drôme en Biovallée        | 20,17            | 2 633 (2022)                      | 131                | modifier les données · modifier les données |
| Ambonil                      | 26007      | 26800       | Die            | Loriol-sur-Drôme                        | CC du Val de Drôme en Biovallée        | 1,23             | 102 (2022)                        | 83                 | modifier les données · modifier les données |
| Ancône                       | 26008      | 26200       | Nyons          | Montélimar-1                            | CA Montélimar-Agglomération            | 1,59             | 1 353 (2022)                      | 851                | modifier les données · modifier les données |
| Andancette                   | 26009      | 26140       | Valence        | Saint-Vallier                           | CC Porte de DrômArdèche                | 5,98             | 1 308 (2022)                      | 219                | modifier les données · modifier les données |
| Anneyron                     | 26010      | 26140       | Valence        | Saint-Vallier                           | CC Porte de DrômArdèche                | 36,23            | 4 152 (2022)                      | 115                | modifier les données · modifier les données |
| Aouste-sur-Sye               | 26011      | 26400       | Die            | Crest                                   | CC du Crestois et du pays de Saillans  | 17,98            | 2 696 (2022)                      | 150                | modifier les données · modifier les données |
| Arnayon                      | 26012      | 26470       | Die            | Le Diois                                | CC du Diois                            | 19,45            | 23 (2022)                         | 1,2                | modifier les données · modifier les données |
| Arpavon                      | 26013      | 26110       | Nyons          | Nyons et Baronnies                      | CC des Baronnies en Drôme provençale   | 13,45            | 73 (2022)                         | 5,4                | modifier les données · modifier les données |
| Arthémonay                   | 26014      | 26260       | Valence        | Drôme des collines                      | CA Arche Agglo                         | 5,70             | 615 (2022)                        | 108                | modifier les données · modifier les données |
| Aubenasson                   | 26015      | 26340       | Die            | Le Diois                                | CC du Crestois et du pays de Saillans  | 6,69             | 76 (2022)                         | 11                 | modifier les données · modifier les données |
| Aubres                       | 26016      | 26110       | Nyons          | Nyons et Baronnies                      | CC des Baronnies en Drôme provençale   | 20,27            | 422 (2022)                        | 21                 | modifier les données · modifier les données |
| Aucelon                      | 26017      | 26340       | Die            | Le Diois                                | CC du Diois                            | 26,34            | 17 (2022)                         | 0,65               | modifier les données · modifier les données |
| Aulan                        | 26018      | 26570       | Nyons          | Nyons et Baronnies                      | CC des Baronnies en Drôme provençale   | 10,55            | 8 (2022)                          | 0,76               | modifier les données · modifier les données |
| Aurel                        | 26019      | 26340       | Die            | Le Diois                                | CC du Crestois et du pays de Saillans  | 26,26            | 262 (2022)                        | 10,0               | modifier les données · modifier les données |
| Autichamp                    | 26021      | 26400       | Die            | Crest                                   | CC du Val de Drôme en Biovallée        | 6,25             | 152 (2022)                        | 24                 | modifier les données · modifier les données |
| Ballons                      | 26022      | 26560       | Nyons          | Nyons et Baronnies                      | CC des Baronnies en Drôme provençale   | 17,23            | 89 (2022)                         | 5,2                | modifier les données · modifier les données |
| Barbières                    | 26023      | 26300       | Valence        | Vercors-Monts du Matin                  | CA Valence Romans Agglo                | 14,40            | 1 138 (2022)                      | 79                 | modifier les données · modifier les données |
| Barcelonne                   | 26024      | 26120       | Valence        | Crest                                   | CA Valence Romans Agglo                | 8,28             | 341 (2022)                        | 41                 | modifier les données · modifier les données |
| Barnave                      | 26025      | 26310       | Die            | Le Diois                                | CC du Diois                            | 13,06            | 216 (2022)                        | 17                 | modifier les données · modifier les données |
| Barret-de-Lioure             | 26026      | 26570       | Nyons          | Nyons et Baronnies                      | CC des Baronnies en Drôme provençale   | 34,64            | 67 (2022)                         | 1,9                | modifier les données · modifier les données |
| Barsac                       | 26027      | 26150       | Die            | Le Diois                                | CC du Diois                            | 15,58            | 152 (2022)                        | 9,8                | modifier les données · modifier les données |
| Bathernay                    | 26028      | 26260       | Valence        | Drôme des collines                      | CA Arche Agglo                         | 5,71             | 223 (2022)                        | 39                 | modifier les données · modifier les données |
| La Bâtie-des-Fonds           | 26030      | 26310       | Die            | Le Diois                                | CC du Diois                            | 12,12            | 4 (2022)                          | 0,33               | modifier les données · modifier les données |
| La Bâtie-Rolland             | 26031      | 26160       | Nyons          | Dieulefit                               | CA Montélimar-Agglomération            | 8,33             | 1 068 (2022)                      | 128                | modifier les données · modifier les données |
| La Baume-Cornillane          | 26032      | 26120       | Valence        | Crest                                   | CA Valence Romans Agglo                | 14,42            | 452 (2022)                        | 31                 | modifier les données · modifier les données |
| La Baume-d'Hostun            | 26034      | 26730       | Valence        | Vercors-Monts du Matin                  | CA Valence Romans Agglo                | 8,46             | 594 (2022)                        | 70                 | modifier les données · modifier les données |
| La Baume-de-Transit          | 26033      | 26790       | Nyons          | Grignan                                 | CC Drôme Sud Provence                  | 12,05            | 933 (2022)                        | 77                 | modifier les données · modifier les données |
| Beaufort-sur-Gervanne        | 26035      | 26400       | Die            | Crest                                   | CC du Val de Drôme en Biovallée        | 9,48             | 485 (2022)                        | 51                 | modifier les données · modifier les données |
| Beaumont-en-Diois            | 26036      | 26310       | Die            | Le Diois                                | CC du Diois                            | 17,65            | 102 (2022)                        | 5,8                | modifier les données · modifier les données |
| Beaumont-lès-Valence         | 26037      | 26760       | Valence        | Valence-3                               | CA Valence Romans Agglo                | 17,61            | 4 272 (2022)                      | 243                | modifier les données · modifier les données |
| Beaumont-Monteux             | 26038      | 26600       | Valence        | Tain-l'Hermitage                        | CA Arche Agglo                         | 13,37            | 1 379 (2022)                      | 103                | modifier les données · modifier les données |
| Beauregard-Baret             | 26039      | 26300       | Valence        | Vercors-Monts du Matin                  | CA Valence Romans Agglo                | 23,44            | 902 (2022)                        | 38                 | modifier les données · modifier les données |
| Beaurières                   | 26040      | 26310       | Die            | Le Diois                                | CC du Diois                            | 24,58            | 78 (2022)                         | 3,2                | modifier les données · modifier les données |
| Beausemblant                 | 26041      | 26240       | Valence        | Saint-Vallier                           | CC Porte de DrômArdèche                | 11,67            | 1 453 (2022)                      | 125                | modifier les données · modifier les données |
| Beauvallon                   | 26042      | 26800       | Valence        | Valence-3                               | CA Valence Romans Agglo                | 3,12             | 1 638 (2022)                      | 525                | modifier les données · modifier les données |
| Beauvoisin                   | 26043      | 26170       | Nyons          | Nyons et Baronnies                      | CC des Baronnies en Drôme provençale   | 8,90             | 143 (2022)                        | 16                 | modifier les données · modifier les données |
| La Bégude-de-Mazenc          | 26045      | 26160       | Nyons          | Dieulefit                               | CC Dieulefit-Bourdeaux                 | 23,62            | 1 739 (2022)                      | 74                 | modifier les données · modifier les données |
| Bellecombe-Tarendol          | 26046      | 26110       | Nyons          | Nyons et Baronnies                      | CC des Baronnies en Drôme provençale   | 13,48            | 73 (2022)                         | 5,4                | modifier les données · modifier les données |
| Bellegarde-en-Diois          | 26047      | 26470       | Die            | Le Diois                                | CC du Diois                            | 26,04            | 94 (2022)                         | 3,6                | modifier les données · modifier les données |
| Bénivay-Ollon                | 26048      | 26170       | Nyons          | Nyons et Baronnies                      | CC des Baronnies en Drôme provençale   | 9,03             | 76 (2022)                         | 8,4                | modifier les données · modifier les données |
| Bésayes                      | 26049      | 26300       | Valence        | Vercors-Monts du Matin                  | CA Valence Romans Agglo                | 9,53             | 1 309 (2022)                      | 137                | modifier les données · modifier les données |
| Bésignan                     | 26050      | 26110       | Nyons          | Nyons et Baronnies                      | CC des Baronnies en Drôme provençale   | 8,94             | 79 (2022)                         | 8,8                | modifier les données · modifier les données |
| Bézaudun-sur-Bîne            | 26051      | 26460       | Nyons          | Dieulefit                               | CC Dieulefit-Bourdeaux                 | 17,97            | 71 (2022)                         | 4,0                | modifier les données · modifier les données |
| Bonlieu-sur-Roubion          | 26052      | 26160       | Nyons          | Dieulefit                               | CA Montélimar-Agglomération            | 6,05             | 456 (2022)                        | 75                 | modifier les données · modifier les données |
| Bouchet                      | 26054      | 26790       | Nyons          | Grignan                                 | CC Drôme Sud Provence                  | 11,89            | 1 417 (2022)                      | 119                | modifier les données · modifier les données |
| Boulc                        | 26055      | 26410       | Die            | Le Diois                                | CC du Diois                            | 57,35            | 162 (2022)                        | 2,8                | modifier les données · modifier les données |
| Bourdeaux                    | 26056      | 26460       | Nyons          | Dieulefit                               | CC Dieulefit-Bourdeaux                 | 23,11            | 682 (2022)                        | 30                 | modifier les données · modifier les données |
| Bourg-de-Péage               | 26057      | 26300       | Valence        | Bourg-de-Péage                          | CA Valence Romans Agglo                | 13,71            | 9 777 (2022)                      | 713                | modifier les données · modifier les données |
| Bourg-lès-Valence            | 26058      | 26500       | Valence        | Valence-1                               | CA Valence Romans Agglo                | 20,30            | 19 872 (2022)                     | 979                | modifier les données · modifier les données |
| Bouvante                     | 26059      | 26190       | Die            | Vercors-Monts du Matin                  | CC du Royans-Vercors                   | 83,88            | 211 (2022)                        | 2,5                | modifier les données · modifier les données |
| Bouvières                    | 26060      | 26460       | Nyons          | Dieulefit                               | CC Dieulefit-Bourdeaux                 | 25,05            | 149 (2022)                        | 5,9                | modifier les données · modifier les données |
| Bren                         | 26061      | 26260       | Valence        | Drôme des collines                      | CA Arche Agglo                         | 11,03            | 680 (2022)                        | 62                 | modifier les données · modifier les données |
| Brette                       | 26062      | 26340       | Die            | Le Diois                                | CC du Diois                            | 15,50            | 31 (2022)                         | 2,0                | modifier les données · modifier les données |
| Buis-les-Baronnies           | 26063      | 26170       | Nyons          | Nyons et Baronnies                      | CC des Baronnies en Drôme provençale   | 33,74            | 2 226 (2022)                      | 66                 | modifier les données · modifier les données |
| Chabeuil                     | 26064      | 26120       | Valence        | Valence-2                               | CA Valence Romans Agglo                | 41,07            | 6 860 (2022)                      | 167                | modifier les données · modifier les données |
| Chabrillan                   | 26065      | 26400       | Die            | Crest                                   | CC du Val de Drôme en Biovallée        | 17,75            | 755 (2022)                        | 43                 | modifier les données · modifier les données |
| Le Chaffal                   | 26066      | 26190       | Die            | Vercors-Monts du Matin                  | CC du Royans-Vercors                   | 11,58            | 37 (2022)                         | 3,2                | modifier les données · modifier les données |
| Chalancon                    | 26067      | 26470       | Die            | Le Diois                                | CC du Diois                            | 36,00            | 59 (2022)                         | 1,6                | modifier les données · modifier les données |
| Le Chalon                    | 26068      | 26350       | Valence        | Drôme des collines                      | CA Valence Romans Agglo                | 8,38             | 200 (2022)                        | 24                 | modifier les données · modifier les données |
| Chamaloc                     | 26069      | 26150       | Die            | Le Diois                                | CC du Diois                            | 21,89            | 121 (2022)                        | 5,5                | modifier les données · modifier les données |
| Chamaret                     | 26070      | 26230       | Nyons          | Grignan                                 | CC Enclave des Papes - Pays de Grignan | 7,79             | 527 (2022)                        | 68                 | modifier les données · modifier les données |
| Chanos-Curson                | 26071      | 26600       | Valence        | Tain-l'Hermitage                        | CA Arche Agglo                         | 8,18             | 1 177 (2022)                      | 144                | modifier les données · modifier les données |
| Chantemerle-les-Blés         | 26072      | 26600       | Valence        | Tain-l'Hermitage                        | CA Arche Agglo                         | 15,39            | 1 342 (2022)                      | 87                 | modifier les données · modifier les données |
| Chantemerle-lès-Grignan      | 26073      | 26230       | Nyons          | Grignan                                 | CC Enclave des Papes - Pays de Grignan | 9,82             | 244 (2022)                        | 25                 | modifier les données · modifier les données |
| La Chapelle-en-Vercors       | 26074      | 26420       | Die            | Vercors-Monts du Matin                  | CC du Royans-Vercors                   | 45,27            | 772 (2022)                        | 17                 | modifier les données · modifier les données |
| La Charce                    | 26075      | 26470       | Nyons          | Nyons et Baronnies                      | CC des Baronnies en Drôme provençale   | 9,43             | 24 (2022)                         | 2,5                | modifier les données · modifier les données |
| Charens                      | 26076      | 26310       | Die            | Le Diois                                | CC du Diois                            | 13,47            | 31 (2022)                         | 2,3                | modifier les données · modifier les données |
| Charmes-sur-l'Herbasse       | 26077      | 26260       | Valence        | Drôme des collines                      | CA Arche Agglo                         | 12,84            | 823 (2022)                        | 64                 | modifier les données · modifier les données |
| Charols                      | 26078      | 26450       | Nyons          | Dieulefit                               | CA Montélimar-Agglomération            | 7,31             | 957 (2022)                        | 131                | modifier les données · modifier les données |
| Charpey                      | 26079      | 26300       | Valence        | Vercors-Monts du Matin                  | CA Valence Romans Agglo                | 15,48            | 1 539 (2022)                      | 99                 | modifier les données · modifier les données |
| Chastel-Arnaud               | 26080      | 26340       | Die            | Le Diois                                | CC du Crestois et du pays de Saillans  | 12,65            | 48 (2022)                         | 3,8                | modifier les données · modifier les données |
| Châteaudouble                | 26081      | 26120       | Valence        | Crest                                   | CA Valence Romans Agglo                | 17,37            | 613 (2022)                        | 35                 | modifier les données · modifier les données |
| Châteauneuf-de-Bordette      | 26082      | 26110       | Nyons          | Nyons et Baronnies                      | CC des Baronnies en Drôme provençale   | 15,33            | 101 (2022)                        | 6,6                | modifier les données · modifier les données |
| Châteauneuf-de-Galaure       | 26083      | 26330       | Valence        | Drôme des collines                      | CC Porte de DrômArdèche                | 18,08            | 1 807 (2022)                      | 100                | modifier les données · modifier les données |
| Châteauneuf-du-Rhône         | 26085      | 26780       | Nyons          | Montélimar-2                            | CA Montélimar-Agglomération            | 27,27            | 2 807 (2022)                      | 103                | modifier les données · modifier les données |
| Châteauneuf-sur-Isère        | 26084      | 26300       | Valence        | Tain-l'Hermitage                        | CA Valence Romans Agglo                | 45,57            | 4 159 (2022)                      | 91                 | modifier les données · modifier les données |
| Châtillon-en-Diois           | 26086      | 26410       | Die            | Le Diois                                | CC du Diois                            | 110,06           | 659 (2022)                        | 6,0                | modifier les données · modifier les données |
| Châtillon-Saint-Jean         | 26087      | 26750       | Valence        | Romans-sur-Isère                        | CA Valence Romans Agglo                | 8,82             | 1 299 (2022)                      | 147                | modifier les données · modifier les données |
| Chatuzange-le-Goubet         | 26088      | 26300       | Valence        | Vercors-Monts du Matin                  | CA Valence Romans Agglo                | 28,24            | 6 375 (2022)                      | 226                | modifier les données · modifier les données |
| Chaudebonne                  | 26089      | 26110       | Nyons          | Nyons et Baronnies                      | CC des Baronnies en Drôme provençale   | 20,77            | 60 (2022)                         | 2,9                | modifier les données · modifier les données |
| La Chaudière                 | 26090      | 26340       | Die            | Le Diois                                | CC du Crestois et du pays de Saillans  | 12,17            | 31 (2022)                         | 2,5                | modifier les données · modifier les données |
| Chauvac-Laux-Montaux         | 26091      | 26510       | Nyons          | Nyons et Baronnies                      | CC des Baronnies en Drôme provençale   | 24,24            | 43 (2022)                         | 1,8                | modifier les données · modifier les données |
| Chavannes                    | 26092      | 26260       | Valence        | Drôme des collines                      | CA Arche Agglo                         | 4,67             | 770 (2022)                        | 165                | modifier les données · modifier les données |
| Clansayes                    | 26093      | 26130       | Nyons          | Le Tricastin                            | CC Drôme Sud Provence                  | 14,47            | 520 (2022)                        | 36                 | modifier les données · modifier les données |
| Claveyson                    | 26094      | 26240       | Valence        | Saint-Vallier                           | CC Porte de DrômArdèche                | 16,13            | 926 (2022)                        | 57                 | modifier les données · modifier les données |
| Cléon-d'Andran               | 26095      | 26450       | Nyons          | Dieulefit                               | CA Montélimar-Agglomération            | 10,25            | 989 (2022)                        | 96                 | modifier les données · modifier les données |
| Clérieux                     | 26096      | 26260       | Valence        | Romans-sur-Isère                        | CA Valence Romans Agglo                | 13,53            | 1 952 (2022)                      | 144                | modifier les données · modifier les données |
| Cliousclat                   | 26097      | 26270       | Die            | Loriol-sur-Drôme                        | CC du Val de Drôme en Biovallée        | 9,65             | 612 (2022)                        | 63                 | modifier les données · modifier les données |
| Cobonne                      | 26098      | 26400       | Die            | Crest                                   | CC du Val de Drôme en Biovallée        | 11,20            | 168 (2022)                        | 15                 | modifier les données · modifier les données |
| Colonzelle                   | 26099      | 26230       | Nyons          | Grignan                                 | CC Enclave des Papes - Pays de Grignan | 6,06             | 528 (2022)                        | 87                 | modifier les données · modifier les données |
| Combovin                     | 26100      | 26120       | Valence        | Crest                                   | CA Valence Romans Agglo                | 35,86            | 472 (2022)                        | 13                 | modifier les données · modifier les données |
| Comps                        | 26101      | 26220       | Nyons          | Dieulefit                               | CC Dieulefit-Bourdeaux                 | 11,88            | 137 (2022)                        | 12                 | modifier les données · modifier les données |
| Condillac                    | 26102      | 26740       | Nyons          | Dieulefit                               | CA Montélimar-Agglomération            | 9,57             | 133 (2022)                        | 14                 | modifier les données · modifier les données |
| Condorcet                    | 26103      | 26110       | Nyons          | Nyons et Baronnies                      | CC des Baronnies en Drôme provençale   | 22,44            | 506 (2022)                        | 23                 | modifier les données · modifier les données |
| Cornillac                    | 26104      | 26510       | Nyons          | Nyons et Baronnies                      | CC des Baronnies en Drôme provençale   | 19,44            | 90 (2022)                         | 4,6                | modifier les données · modifier les données |
| Cornillon-sur-l'Oule         | 26105      | 26510       | Nyons          | Nyons et Baronnies                      | CC des Baronnies en Drôme provençale   | 14,55            | 75 (2022)                         | 5,2                | modifier les données · modifier les données |
| La Coucourde                 | 26106      | 26740       | Nyons          | Montélimar-1                            | CA Montélimar-Agglomération            | 11,15            | 1 214 (2022)                      | 109                | modifier les données · modifier les données |
| Crépol                       | 26107      | 26350       | Valence        | Drôme des collines                      | CA Valence Romans Agglo                | 11,42            | 527 (2022)                        | 46                 | modifier les données · modifier les données |
| Crest                        | 26108      | 26400       | Die            | Crest                                   | CC du Crestois et du pays de Saillans  | 23,38            | 8 712 (2022)                      | 373                | modifier les données · modifier les données |
| Crozes-Hermitage             | 26110      | 26600       | Valence        | Tain-l'Hermitage                        | CA Arche Agglo                         | 5,48             | 653 (2022)                        | 119                | modifier les données · modifier les données |
| Crupies                      | 26111      | 26460       | Nyons          | Dieulefit                               | CC Dieulefit-Bourdeaux                 | 13,16            | 97 (2022)                         | 7,4                | modifier les données · modifier les données |
| Curnier                      | 26112      | 26110       | Nyons          | Nyons et Baronnies                      | CC des Baronnies en Drôme provençale   | 8,00             | 211 (2022)                        | 26                 | modifier les données · modifier les données |
| Die                          | 26113      | 26150       | Die            | Le Diois                                | CC du Diois                            | 57,28            | 4 796 (2022)                      | 84                 | modifier les données · modifier les données |
| Dieulefit                    | 26114      | 26220       | Nyons          | Dieulefit                               | CC Dieulefit-Bourdeaux                 | 27,42            | 3 204 (2022)                      | 117                | modifier les données · modifier les données |
| Divajeu                      | 26115      | 26400       | Die            | Crest                                   | CC du Val de Drôme en Biovallée        | 13,25            | 687 (2022)                        | 52                 | modifier les données · modifier les données |
| Donzère                      | 26116      | 26290       | Nyons          | Grignan                                 | CC Drôme Sud Provence                  | 32,06            | 5 981 (2022)                      | 187                | modifier les données · modifier les données |
| Échevis                      | 26117      | 26190       | Die            | Vercors-Monts du Matin                  | CC du Royans-Vercors                   | 11,11            | 56 (2022)                         | 5,0                | modifier les données · modifier les données |
| Épinouze                     | 26118      | 26210       | Valence        | Drôme des collines                      | CC Porte de DrômArdèche                | 11,21            | 1 527 (2022)                      | 136                | modifier les données · modifier les données |
| Érôme                        | 26119      | 26600       | Valence        | Tain-l'Hermitage                        | CA Arche Agglo                         | 7,33             | 835 (2022)                        | 114                | modifier les données · modifier les données |
| Espeluche                    | 26121      | 26780       | Nyons          | Montélimar-2                            | CA Montélimar-Agglomération            | 11,33            | 1 137 (2022)                      | 100                | modifier les données · modifier les données |
| Espenel                      | 26122      | 26340       | Die            | Le Diois                                | CC du Crestois et du pays de Saillans  | 15,06            | 189 (2022)                        | 13                 | modifier les données · modifier les données |
| Establet                     | 26123      | 26470       | Die            | Le Diois                                | CC du Diois                            | 12,58            | 25 (2022)                         | 2,0                | modifier les données · modifier les données |
| Étoile-sur-Rhône             | 26124      | 26800       | Valence        | Loriol-sur-Drôme                        | CA Valence Romans Agglo                | 42,79            | 5 497 (2022)                      | 128                | modifier les données · modifier les données |
| Eurre                        | 26125      | 26400       | Die            | Crest                                   | CC du Val de Drôme en Biovallée        | 18,06            | 1 426 (2022)                      | 79                 | modifier les données · modifier les données |
| Eygalayes                    | 26126      | 26560       | Nyons          | Nyons et Baronnies                      | CC des Baronnies en Drôme provençale   | 17,97            | 90 (2022)                         | 5,0                | modifier les données · modifier les données |
| Eygaliers                    | 26127      | 26170       | Nyons          | Nyons et Baronnies                      | CC des Baronnies en Drôme provençale   | 8,00             | 134 (2022)                        | 17                 | modifier les données · modifier les données |
| Eygluy-Escoulin              | 26128      | 26400       | Die            | Le Diois                                | CC du Val de Drôme en Biovallée        | 26,53            | 60 (2022)                         | 2,3                | modifier les données · modifier les données |
| Eymeux                       | 26129      | 26730       | Valence        | Vercors-Monts du Matin                  | CA Valence Romans Agglo                | 9,88             | 1 083 (2022)                      | 110                | modifier les données · modifier les données |
| Eyroles                      | 26130      | 26110       | Nyons          | Nyons et Baronnies                      | CC des Baronnies en Drôme provençale   | 8,75             | 22 (2022)                         | 2,5                | modifier les données · modifier les données |
| Eyzahut                      | 26131      | 26160       | Nyons          | Dieulefit                               | CC Dieulefit-Bourdeaux                 | 6,66             | 153 (2022)                        | 23                 | modifier les données · modifier les données |
| Fay-le-Clos                  | 26133      | 26240       | Valence        | Saint-Vallier                           | CC Porte de DrômArdèche                | 4,56             | 180 (2022)                        | 39                 | modifier les données · modifier les données |
| Félines-sur-Rimandoule       | 26134      | 26160       | Die            | Dieulefit                               | CC du Val de Drôme en Biovallée        | 8,46             | 84 (2022)                         | 9,9                | modifier les données · modifier les données |
| Ferrassières                 | 26135      | 26570       | Nyons          | Nyons et Baronnies                      | CC Ventoux Sud                         | 29,27            | 123 (2022)                        | 4,2                | modifier les données · modifier les données |
| Francillon-sur-Roubion       | 26137      | 26400       | Die            | Dieulefit                               | CC du Val de Drôme en Biovallée        | 10,80            | 185 (2022)                        | 17                 | modifier les données · modifier les données |
| La Garde-Adhémar             | 26138      | 26700       | Nyons          | Le Tricastin                            | CC Drôme Sud Provence                  | 27,73            | 1 147 (2022)                      | 41                 | modifier les données · modifier les données |
| Génissieux                   | 26139      | 26750       | Valence        | Romans-sur-Isère                        | CA Valence Romans Agglo                | 8,93             | 2 422 (2022)                      | 271                | modifier les données · modifier les données |
| Gervans                      | 26380      | 26600       | Valence        | Tain-l'Hermitage                        | CA Arche Agglo                         | 3,28             | 545 (2022)                        | 166                | modifier les données · modifier les données |
| Geyssans                     | 26140      | 26750       | Valence        | Drôme des collines                      | CA Valence Romans Agglo                | 10,90            | 739 (2022)                        | 68                 | modifier les données · modifier les données |
| Gigors-et-Lozeron            | 26141      | 26400       | Die            | Crest                                   | CC du Val de Drôme en Biovallée        | 35,27            | 219 (2022)                        | 6,2                | modifier les données · modifier les données |
| Glandage                     | 26142      | 26410       | Die            | Le Diois                                | CC du Diois                            | 52,11            | 115 (2022)                        | 2,2                | modifier les données · modifier les données |
| Le Grand-Serre               | 26143      | 26530       | Valence        | Drôme des collines                      | CC Porte de DrômArdèche                | 24,74            | 949 (2022)                        | 38                 | modifier les données · modifier les données |
| Grane                        | 26144      | 26400       | Die            | Crest                                   | CC du Val de Drôme en Biovallée        | 44,84            | 2 136 (2022)                      | 48                 | modifier les données · modifier les données |
| Les Granges-Gontardes        | 26145      | 26290       | Nyons          | Grignan                                 | CC Drôme Sud Provence                  | 7,26             | 692 (2022)                        | 95                 | modifier les données · modifier les données |
| Granges-les-Beaumont         | 26379      | 26600       | Valence        | Tain-l'Hermitage                        | CA Valence Romans Agglo                | 7,51             | 904 (2022)                        | 120                | modifier les données · modifier les données |
| Grignan                      | 26146      | 26230       | Nyons          | Grignan                                 | CC Enclave des Papes - Pays de Grignan | 43,43            | 1 589 (2022)                      | 37                 | modifier les données · modifier les données |
| Gumiane                      | 26147      | 26470       | Die            | Le Diois                                | CC du Diois                            | 8,92             | 20 (2022)                         | 2,2                | modifier les données · modifier les données |
| Hauterives                   | 26148      | 26390       | Valence        | Drôme des collines                      | CC Porte de DrômArdèche                | 30,51            | 1 895 (2022)                      | 62                 | modifier les données · modifier les données |
| Hostun                       | 26149      | 26730       | Valence        | Vercors-Monts du Matin                  | CA Valence Romans Agglo                | 18,24            | 1 048 (2022)                      | 57                 | modifier les données · modifier les données |
| Izon-la-Bruisse              | 26150      | 26560       | Nyons          | Nyons et Baronnies                      | CC des Baronnies en Drôme provençale   | 14,65            | 12 (2022)                         | 0,82               | modifier les données · modifier les données |
| Jaillans                     | 26381      | 26300       | Valence        | Vercors-Monts du Matin                  | CA Valence Romans Agglo                | 9,04             | 976 (2022)                        | 108                | modifier les données · modifier les données |
| Jonchères                    | 26152      | 26310       | Die            | Le Diois                                | CC du Diois                            | 16,68            | 26 (2022)                         | 1,6                | modifier les données · modifier les données |
| Laborel                      | 26153      | 26560       | Nyons          | Nyons et Baronnies                      | CC du Sisteronais Buëch                | 23,91            | 114 (2022)                        | 4,8                | modifier les données · modifier les données |
| Lachau                       | 26154      | 26560       | Nyons          | Nyons et Baronnies                      | CC du Sisteronais Buëch                | 25,78            | 221 (2022)                        | 8,6                | modifier les données · modifier les données |
| Lapeyrouse-Mornay            | 26155      | 26210       | Valence        | Drôme des collines                      | CC Porte de DrômArdèche                | 11,45            | 1 188 (2022)                      | 104                | modifier les données · modifier les données |
| Larnage                      | 26156      | 26600       | Valence        | Tain-l'Hermitage                        | CA Arche Agglo                         | 9,08             | 1 029 (2022)                      | 113                | modifier les données · modifier les données |
| La Laupie                    | 26157      | 26740       | Nyons          | Dieulefit                               | CA Montélimar-Agglomération            | 9,68             | 776 (2022)                        | 80                 | modifier les données · modifier les données |
| Laval-d'Aix                  | 26159      | 26150       | Die            | Le Diois                                | CC du Diois                            | 20,05            | 112 (2022)                        | 5,6                | modifier les données · modifier les données |
| Laveyron                     | 26160      | 26240       | Valence        | Saint-Vallier                           | CC Porte de DrômArdèche                | 5,32             | 1 253 (2022)                      | 236                | modifier les données · modifier les données |
| Lemps                        | 26161      | 26510       | Nyons          | Nyons et Baronnies                      | CC des Baronnies en Drôme provençale   | 16,04            | 43 (2022)                         | 2,7                | modifier les données · modifier les données |
| Lens-Lestang                 | 26162      | 26210       | Valence        | Drôme des collines                      | CC Porte de DrômArdèche                | 16,41            | 885 (2022)                        | 54                 | modifier les données · modifier les données |
| Léoncel                      | 26163      | 26190       | Die            | Vercors-Monts du Matin                  | CC du Royans-Vercors                   | 43,01            | 46 (2022)                         | 1,1                | modifier les données · modifier les données |
| Lesches-en-Diois             | 26164      | 26310       | Die            | Le Diois                                | CC du Diois                            | 20,08            | 58 (2022)                         | 2,9                | modifier les données · modifier les données |
| Livron-sur-Drôme             | 26165      | 26250       | Die            | Loriol-sur-Drôme                        | CC du Val de Drôme en Biovallée        | 39,52            | 9 272 (2022)                      | 235                | modifier les données · modifier les données |
| Loriol-sur-Drôme             | 26166      | 26270       | Die            | Loriol-sur-Drôme                        | CC du Val de Drôme en Biovallée        | 28,66            | 6 584 (2022)                      | 230                | modifier les données · modifier les données |
| Luc-en-Diois                 | 26167      | 26310       | Die            | Le Diois                                | CC du Diois                            | 23,49            | 589 (2022)                        | 25                 | modifier les données · modifier les données |
| Lus-la-Croix-Haute           | 26168      | 26620       | Die            | Le Diois                                | CC du Diois                            | 87,20            | 525 (2022)                        | 6,0                | modifier les données · modifier les données |
| Malataverne                  | 26169      | 26780       | Nyons          | Grignan                                 | CC Drôme Sud Provence                  | 16,68            | 2 238 (2022)                      | 134                | modifier les données · modifier les données |
| Malissard                    | 26170      | 26120       | Valence        | Valence-2                               | CA Valence Romans Agglo                | 10,17            | 3 303 (2022)                      | 325                | modifier les données · modifier les données |
| Manas                        | 26171      | 26160       | Nyons          | Dieulefit                               | CA Montélimar-Agglomération            | 1,91             | 178 (2022)                        | 93                 | modifier les données · modifier les données |
| Manthes                      | 26172      | 26210       | Valence        | Drôme des collines                      | CC Porte de DrômArdèche                | 6,83             | 678 (2022)                        | 99                 | modifier les données · modifier les données |
| Marches                      | 26173      | 26300       | Valence        | Vercors-Monts du Matin                  | CA Valence Romans Agglo                | 11,09            | 867 (2022)                        | 78                 | modifier les données · modifier les données |
| Margès                       | 26174      | 26260       | Valence        | Drôme des collines                      | CA Arche Agglo                         | 9,79             | 1 076 (2022)                      | 110                | modifier les données · modifier les données |
| Marignac-en-Diois            | 26175      | 26150       | Die            | Le Diois                                | CC du Diois                            | 18,26            | 226 (2022)                        | 12                 | modifier les données · modifier les données |
| Marsanne                     | 26176      | 26740       | Nyons          | Dieulefit                               | CA Montélimar-Agglomération            | 34,29            | 1 262 (2022)                      | 37                 | modifier les données · modifier les données |
| Marsaz                       | 26177      | 26260       | Valence        | Drôme des collines                      | CA Arche Agglo                         | 8,95             | 690 (2022)                        | 77                 | modifier les données · modifier les données |
| Menglon                      | 26178      | 26410       | Die            | Le Diois                                | CC du Diois                            | 36,47            | 538 (2022)                        | 15                 | modifier les données · modifier les données |
| Mercurol-Veaunes             | 26179      | 26600       | Valence        | Tain-l'Hermitage                        | CA Arche Agglo                         | 25,01            | 2 828 (2022)                      | 113                | modifier les données · modifier les données |
| Mérindol-les-Oliviers        | 26180      | 26170       | Nyons          | Nyons et Baronnies                      | CC des Baronnies en Drôme provençale   | 9,23             | 209 (2022)                        | 23                 | modifier les données · modifier les données |
| Mévouillon                   | 26181      | 26560       | Nyons          | Nyons et Baronnies                      | CC des Baronnies en Drôme provençale   | 29,09            | 239 (2022)                        | 8,2                | modifier les données · modifier les données |
| Mirabel-aux-Baronnies        | 26182      | 26110       | Nyons          | Nyons et Baronnies                      | CC des Baronnies en Drôme provençale   | 22,56            | 1 514 (2022)                      | 67                 | modifier les données · modifier les données |
| Mirabel-et-Blacons           | 26183      | 26400       | Die            | Crest                                   | CC du Crestois et du pays de Saillans  | 17,48            | 1 202 (2022)                      | 69                 | modifier les données · modifier les données |
| Mirmande                     | 26185      | 26270       | Die            | Loriol-sur-Drôme                        | CC du Val de Drôme en Biovallée        | 26,45            | 606 (2022)                        | 23                 | modifier les données · modifier les données |
| Miscon                       | 26186      | 26310       | Die            | Le Diois                                | CC du Diois                            | 12,66            | 72 (2022)                         | 5,7                | modifier les données · modifier les données |
| Mollans-sur-Ouvèze           | 26188      | 26170       | Nyons          | Nyons et Baronnies                      | CC Vaison Ventoux                      | 19,96            | 1 055 (2022)                      | 53                 | modifier les données · modifier les données |
| Montauban-sur-l'Ouvèze       | 26189      | 26170       | Nyons          | Nyons et Baronnies                      | CC des Baronnies en Drôme provençale   | 32,29            | 117 (2022)                        | 3,6                | modifier les données · modifier les données |
| Montaulieu                   | 26190      | 26110       | Nyons          | Nyons et Baronnies                      | CC des Baronnies en Drôme provençale   | 13,05            | 88 (2022)                         | 6,7                | modifier les données · modifier les données |
| Montboucher-sur-Jabron       | 26191      | 26740       | Nyons          | Montélimar-2                            | CA Montélimar-Agglomération            | 9,80             | 2 559 (2022)                      | 261                | modifier les données · modifier les données |
| Montbrison-sur-Lez           | 26192      | 26770       | Nyons          | Grignan                                 | CC Enclave des Papes - Pays de Grignan | 12,83            | 269 (2022)                        | 21                 | modifier les données · modifier les données |
| Montbrun-les-Bains           | 26193      | 26570       | Nyons          | Nyons et Baronnies                      | CC des Baronnies en Drôme provençale   | 33,26            | 444 (2022)                        | 13                 | modifier les données · modifier les données |
| Montchenu                    | 26194      | 26350       | Valence        | Drôme des collines                      | CA Arche Agglo                         | 16,15            | 600 (2022)                        | 37                 | modifier les données · modifier les données |
| Montclar-sur-Gervanne        | 26195      | 26400       | Die            | Crest                                   | CC du Val de Drôme en Biovallée        | 29,63            | 195 (2022)                        | 6,6                | modifier les données · modifier les données |
| Montéléger                   | 26196      | 26760       | Valence        | Valence-3                               | CA Valence Romans Agglo                | 9,45             | 1 670 (2022)                      | 177                | modifier les données · modifier les données |
| Montélier                    | 26197      | 26120       | Valence        | Valence-2                               | CA Valence Romans Agglo                | 24,76            | 4 284 (2022)                      | 173                | modifier les données · modifier les données |
| Montélimar                   | 26198      | 26200       | Nyons          | Montélimar-1 Montélimar-2               | CA Montélimar-Agglomération            | 46,81            | 40 356 (2022)                     | 862                | modifier les données · modifier les données |
| Montferrand-la-Fare          | 26199      | 26510       | Nyons          | Nyons et Baronnies                      | CC des Baronnies en Drôme provençale   | 11,24            | 27 (2022)                         | 2,4                | modifier les données · modifier les données |
| Montfroc                     | 26200      | 26560       | Nyons          | Nyons et Baronnies                      | CC Jabron Lure Vançon Durance          | 14,76            | 101 (2022)                        | 6,8                | modifier les données · modifier les données |
| Montguers                    | 26201      | 26170       | Nyons          | Nyons et Baronnies                      | CC des Baronnies en Drôme provençale   | 11,06            | 44 (2022)                         | 4,0                | modifier les données · modifier les données |
| Montjoux                     | 26202      | 26220       | Nyons          | Dieulefit                               | CC Dieulefit-Bourdeaux                 | 18,35            | 322 (2022)                        | 18                 | modifier les données · modifier les données |
| Montjoyer                    | 26203      | 26230       | Nyons          | Grignan                                 | CC Enclave des Papes - Pays de Grignan | 18,02            | 277 (2022)                        | 15                 | modifier les données · modifier les données |
| Montlaur-en-Diois            | 26204      | 26310       | Die            | Le Diois                                | CC du Diois                            | 9,72             | 140 (2022)                        | 14                 | modifier les données · modifier les données |
| Montmaur-en-Diois            | 26205      | 26150       | Die            | Le Diois                                | CC du Diois                            | 12,80            | 95 (2022)                         | 7,4                | modifier les données · modifier les données |
| Montmeyran                   | 26206      | 26120       | Valence        | Crest                                   | CA Valence Romans Agglo                | 24,10            | 2 964 (2022)                      | 123                | modifier les données · modifier les données |
| Montmiral                    | 26207      | 26750       | Valence        | Drôme des collines                      | CA Valence Romans Agglo                | 26,69            | 659 (2022)                        | 25                 | modifier les données · modifier les données |
| Montoison                    | 26208      | 26800       | Die            | Loriol-sur-Drôme                        | CC du Val de Drôme en Biovallée        | 16,11            | 1 935 (2022)                      | 120                | modifier les données · modifier les données |
| Montréal-les-Sources         | 26209      | 26510       | Nyons          | Nyons et Baronnies                      | CC des Baronnies en Drôme provençale   | 10,26            | 25 (2022)                         | 2,4                | modifier les données · modifier les données |
| Montségur-sur-Lauzon         | 26211      | 26130       | Nyons          | Grignan                                 | CC Enclave des Papes - Pays de Grignan | 18,24            | 1 371 (2022)                      | 75                 | modifier les données · modifier les données |
| Montvendre                   | 26212      | 26120       | Valence        | Crest                                   | CA Valence Romans Agglo                | 17,24            | 1 283 (2022)                      | 74                 | modifier les données · modifier les données |
| Moras-en-Valloire            | 26213      | 26210       | Valence        | Drôme des collines                      | CC Porte de DrômArdèche                | 8,58             | 685 (2022)                        | 80                 | modifier les données · modifier les données |
| Mornans                      | 26214      | 26460       | Die            | Dieulefit                               | CC du Val de Drôme en Biovallée        | 11,72            | 79 (2022)                         | 6,7                | modifier les données · modifier les données |
| La Motte-Chalancon           | 26215      | 26470       | Die            | Le Diois                                | CC du Diois                            | 22,83            | 400 (2022)                        | 18                 | modifier les données · modifier les données |
| La Motte-Fanjas              | 26217      | 26190       | Die            | Vercors-Monts du Matin                  | CC du Royans-Vercors                   | 4,78             | 197 (2022)                        | 41                 | modifier les données · modifier les données |
| Mours-Saint-Eusèbe           | 26218      | 26540       | Valence        | Romans-sur-Isère                        | CA Valence Romans Agglo                | 5,27             | 3 404 (2022)                      | 646                | modifier les données · modifier les données |
| Nyons                        | 26220      | 26110       | Nyons          | Nyons et Baronnies                      | CC des Baronnies en Drôme provençale   | 23,45            | 6 794 (2022)                      | 290                | modifier les données · modifier les données |
| Omblèze                      | 26221      | 26400       | Die            | Crest                                   | CC du Val de Drôme en Biovallée        | 44,92            | 60 (2022)                         | 1,3                | modifier les données · modifier les données |
| Orcinas                      | 26222      | 26220       | Nyons          | Dieulefit                               | CC Dieulefit-Bourdeaux                 | 5,27             | 39 (2022)                         | 7,4                | modifier les données · modifier les données |
| Oriol-en-Royans              | 26223      | 26190       | Die            | Vercors-Monts du Matin                  | CC du Royans-Vercors                   | 16,01            | 513 (2022)                        | 32                 | modifier les données · modifier les données |
| Ourches                      | 26224      | 26120       | Valence        | Crest                                   | CA Valence Romans Agglo                | 9,23             | 286 (2022)                        | 31                 | modifier les données · modifier les données |
| Parnans                      | 26225      | 26750       | Valence        | Drôme des collines                      | CA Valence Romans Agglo                | 11,24            | 701 (2022)                        | 62                 | modifier les données · modifier les données |
| Le Pègue                     | 26226      | 26770       | Nyons          | Grignan                                 | CC Enclave des Papes - Pays de Grignan | 11,12            | 363 (2022)                        | 33                 | modifier les données · modifier les données |
| Pelonne                      | 26227      | 26510       | Nyons          | Nyons et Baronnies                      | CC des Baronnies en Drôme provençale   | 2,77             | 25 (2022)                         | 9,0                | modifier les données · modifier les données |
| La Penne-sur-l'Ouvèze        | 26229      | 26170       | Nyons          | Nyons et Baronnies                      | CC des Baronnies en Drôme provençale   | 7,32             | 89 (2022)                         | 12                 | modifier les données · modifier les données |
| Pennes-le-Sec                | 26228      | 26340       | Die            | Le Diois                                | CC du Diois                            | 9,31             | 22 (2022)                         | 2,4                | modifier les données · modifier les données |
| Peyrins                      | 26231      | 26380       | Valence        | Romans-sur-Isère                        | CA Valence Romans Agglo                | 25,16            | 2 630 (2022)                      | 105                | modifier les données · modifier les données |
| Peyrus                       | 26232      | 26120       | Valence        | Crest                                   | CA Valence Romans Agglo                | 10,48            | 576 (2022)                        | 55                 | modifier les données · modifier les données |
| Piégon                       | 26233      | 26110       | Nyons          | Nyons et Baronnies                      | CC des Baronnies en Drôme provençale   | 10,21            | 240 (2022)                        | 24                 | modifier les données · modifier les données |
| Piégros-la-Clastre           | 26234      | 26400       | Die            | Crest                                   | CC du Crestois et du pays de Saillans  | 24,76            | 883 (2022)                        | 36                 | modifier les données · modifier les données |
| Pierrelatte                  | 26235      | 26700       | Nyons          | Le Tricastin                            | CC Drôme Sud Provence                  | 49,56            | 13 909 (2022)                     | 281                | modifier les données · modifier les données |
| Pierrelongue                 | 26236      | 26170       | Nyons          | Nyons et Baronnies                      | CC des Baronnies en Drôme provençale   | 5,13             | 228 (2022)                        | 44                 | modifier les données · modifier les données |
| Les Pilles                   | 26238      | 26110       | Nyons          | Nyons et Baronnies                      | CC des Baronnies en Drôme provençale   | 5,84             | 225 (2022)                        | 39                 | modifier les données · modifier les données |
| Plaisians                    | 26239      | 26170       | Nyons          | Nyons et Baronnies                      | CC des Baronnies en Drôme provençale   | 29,64            | 214 (2022)                        | 7,2                | modifier les données · modifier les données |
| Plan-de-Baix                 | 26240      | 26400       | Die            | Crest                                   | CC du Val de Drôme en Biovallée        | 19,39            | 164 (2022)                        | 8,5                | modifier les données · modifier les données |
| Le Poët-Célard               | 26241      | 26460       | Die            | Dieulefit                               | CC du Val de Drôme en Biovallée        | 8,34             | 147 (2022)                        | 18                 | modifier les données · modifier les données |
| Le Poët-en-Percip            | 26242      | 26170       | Nyons          | Nyons et Baronnies                      | CC des Baronnies en Drôme provençale   | 6,07             | 22 (2022)                         | 3,6                | modifier les données · modifier les données |
| Le Poët-Laval                | 26243      | 26160       | Nyons          | Dieulefit                               | CC Dieulefit-Bourdeaux                 | 31,22            | 958 (2022)                        | 31                 | modifier les données · modifier les données |
| Le Poët-Sigillat             | 26244      | 26110       | Nyons          | Nyons et Baronnies                      | CC des Baronnies en Drôme provençale   | 15,36            | 117 (2022)                        | 7,6                | modifier les données · modifier les données |
| Pommerol                     | 26245      | 26470       | Nyons          | Nyons et Baronnies                      | CC des Baronnies en Drôme provençale   | 9,83             | 7 (2022)                          | 0,71               | modifier les données · modifier les données |
| Ponet-et-Saint-Auban         | 26246      | 26150       | Die            | Le Diois                                | CC du Diois                            | 13,21            | 143 (2022)                        | 11                 | modifier les données · modifier les données |
| Ponsas                       | 26247      | 26240       | Valence        | Saint-Vallier                           | CC Porte de DrômArdèche                | 2,71             | 527 (2022)                        | 194                | modifier les données · modifier les données |
| Pont-de-Barret               | 26249      | 26160       | Nyons          | Dieulefit                               | CC Dieulefit-Bourdeaux                 | 16,60            | 659 (2022)                        | 40                 | modifier les données · modifier les données |
| Pont-de-l'Isère              | 26250      | 26600       | Valence        | Tain-l'Hermitage                        | CA Arche Agglo                         | 10,09            | 3 683 (2022)                      | 365                | modifier les données · modifier les données |
| Pontaix                      | 26248      | 26150       | Die            | Le Diois                                | CC du Diois                            | 19,68            | 176 (2022)                        | 8,9                | modifier les données · modifier les données |
| Portes-en-Valdaine           | 26251      | 26160       | Nyons          | Dieulefit                               | CA Montélimar-Agglomération            | 15,04            | 455 (2022)                        | 30                 | modifier les données · modifier les données |
| Portes-lès-Valence           | 26252      | 26800       | Valence        | Valence-3                               | CA Valence Romans Agglo                | 14,43            | 10 369 (2022)                     | 719                | modifier les données · modifier les données |
| Poyols                       | 26253      | 26310       | Die            | Le Diois                                | CC du Diois                            | 13,35            | 89 (2022)                         | 6,7                | modifier les données · modifier les données |
| Pradelle                     | 26254      | 26340       | Die            | Le Diois                                | CC du Diois                            | 12,92            | 25 (2022)                         | 1,9                | modifier les données · modifier les données |
| Les Prés                     | 26255      | 26310       | Die            | Le Diois                                | CC du Diois                            | 16,60            | 28 (2022)                         | 1,7                | modifier les données · modifier les données |
| Propiac                      | 26256      | 26170       | Nyons          | Nyons et Baronnies                      | CC des Baronnies en Drôme provençale   | 11,15            | 131 (2022)                        | 12                 | modifier les données · modifier les données |
| Puy-Saint-Martin             | 26258      | 26450       | Nyons          | Dieulefit                               | CA Montélimar-Agglomération            | 11,65            | 834 (2022)                        | 72                 | modifier les données · modifier les données |
| Puygiron                     | 26257      | 26160       | Nyons          | Dieulefit                               | CA Montélimar-Agglomération            | 6,68             | 447 (2022)                        | 67                 | modifier les données · modifier les données |
| Ratières                     | 26259      | 26330       | Valence        | Drôme des collines                      | CC Porte de DrômArdèche                | 9,01             | 275 (2022)                        | 31                 | modifier les données · modifier les données |
| Réauville                    | 26261      | 26230       | Nyons          | Grignan                                 | CC Enclave des Papes - Pays de Grignan | 18,22            | 394 (2022)                        | 22                 | modifier les données · modifier les données |
| Recoubeau-Jansac             | 26262      | 26310       | Die            | Le Diois                                | CC du Diois                            | 12,96            | 327 (2022)                        | 25                 | modifier les données · modifier les données |
| Reilhanette                  | 26263      | 26570       | Nyons          | Nyons et Baronnies                      | CC des Baronnies en Drôme provençale   | 14,78            | 120 (2022)                        | 8,1                | modifier les données · modifier les données |
| Rémuzat                      | 26264      | 26510       | Nyons          | Nyons et Baronnies                      | CC des Baronnies en Drôme provençale   | 16,78            | 317 (2022)                        | 19                 | modifier les données · modifier les données |
| La Répara-Auriples           | 26020      | 26400       | Die            | Crest                                   | CC du Val de Drôme en Biovallée        | 15,03            | 255 (2022)                        | 17                 | modifier les données · modifier les données |
| Rimon-et-Savel               | 26266      | 26340       | Die            | Le Diois                                | CC du Crestois et du pays de Saillans  | 12,31            | 22 (2022)                         | 1,8                | modifier les données · modifier les données |
| Rioms                        | 26267      | 26170       | Nyons          | Nyons et Baronnies                      | CC des Baronnies en Drôme provençale   | 9,39             | 25 (2022)                         | 2,7                | modifier les données · modifier les données |
| La Roche-de-Glun             | 26271      | 26600       | Valence        | Tain-l'Hermitage                        | CA Arche Agglo                         | 12,79            | 3 579 (2022)                      | 280                | modifier les données · modifier les données |
| Roche-Saint-Secret-Béconne   | 26276      | 26770       | Nyons          | Dieulefit                               | CC Dieulefit-Bourdeaux                 | 33,23            | 477 (2022)                        | 14                 | modifier les données · modifier les données |
| La Roche-sur-Grane           | 26277      | 26400       | Die            | Crest                                   | CC du Val de Drôme en Biovallée        | 12,23            | 190 (2022)                        | 16                 | modifier les données · modifier les données |
| La Roche-sur-le-Buis         | 26278      | 26170       | Nyons          | Nyons et Baronnies                      | CC des Baronnies en Drôme provençale   | 27,72            | 288 (2022)                        | 10                 | modifier les données · modifier les données |
| Rochebaudin                  | 26268      | 26160       | Nyons          | Dieulefit                               | CC Dieulefit-Bourdeaux                 | 7,56             | 119 (2022)                        | 16                 | modifier les données · modifier les données |
| Rochebrune                   | 26269      | 26110       | Nyons          | Nyons et Baronnies                      | CC des Baronnies en Drôme provençale   | 16,15            | 52 (2022)                         | 3,2                | modifier les données · modifier les données |
| Rochechinard                 | 26270      | 26190       | Die            | Vercors-Monts du Matin                  | CC du Royans-Vercors                   | 9,78             | 130 (2022)                        | 13                 | modifier les données · modifier les données |
| Rochefort-en-Valdaine        | 26272      | 26160       | Nyons          | Dieulefit                               | CA Montélimar-Agglomération            | 12,80            | 359 (2022)                        | 28                 | modifier les données · modifier les données |
| Rochefort-Samson             | 26273      | 26300       | Valence        | Vercors-Monts du Matin                  | CA Valence Romans Agglo                | 24,59            | 1 061 (2022)                      | 43                 | modifier les données · modifier les données |
| Rochefourchat                | 26274      | 26340       | Die            | Le Diois                                | CC du Diois                            | 12,74            | 2 (2022)                          | 0,16               | modifier les données · modifier les données |
| Rochegude                    | 26275      | 26790       | Nyons          | Le Tricastin                            | CC Drôme Sud Provence                  | 18,30            | 1 677 (2022)                      | 92                 | modifier les données · modifier les données |
| La Rochette-du-Buis          | 26279      | 26170       | Nyons          | Nyons et Baronnies                      | CC des Baronnies en Drôme provençale   | 10,36            | 54 (2022)                         | 5,2                | modifier les données · modifier les données |
| Romans-sur-Isère             | 26281      | 26100       | Valence        | Bourg-de-Péage Romans-sur-Isère         | CA Valence Romans Agglo                | 33,08            | 33 139 (2022)                     | 1 002              | modifier les données · modifier les données |
| Romeyer                      | 26282      | 26150       | Die            | Le Diois                                | CC du Diois                            | 41,46            | 231 (2022)                        | 5,6                | modifier les données · modifier les données |
| Rottier                      | 26283      | 26470       | Die            | Le Diois                                | CC du Diois                            | 8,54             | 25 (2022)                         | 2,9                | modifier les données · modifier les données |
| Roussas                      | 26284      | 26230       | Nyons          | Grignan                                 | CC Enclave des Papes - Pays de Grignan | 16,07            | 400 (2022)                        | 25                 | modifier les données · modifier les données |
| Rousset-les-Vignes           | 26285      | 26770       | Nyons          | Grignan                                 | CC Enclave des Papes - Pays de Grignan | 15,45            | 275 (2022)                        | 18                 | modifier les données · modifier les données |
| Roussieux                    | 26286      | 26510       | Nyons          | Nyons et Baronnies                      | CC des Baronnies en Drôme provençale   | 9,42             | 24 (2022)                         | 2,5                | modifier les données · modifier les données |
| Roynac                       | 26287      | 26450       | Nyons          | Dieulefit                               | CA Montélimar-Agglomération            | 17,06            | 480 (2022)                        | 28                 | modifier les données · modifier les données |
| Sahune                       | 26288      | 26510       | Nyons          | Nyons et Baronnies                      | CC des Baronnies en Drôme provençale   | 16,55            | 298 (2022)                        | 18                 | modifier les données · modifier les données |
| Saillans                     | 26289      | 26340       | Die            | Le Diois                                | CC du Crestois et du pays de Saillans  | 14,84            | 1 421 (2022)                      | 96                 | modifier les données · modifier les données |
| Saint-Agnan-en-Vercors       | 26290      | 26420       | Die            | Vercors-Monts du Matin                  | CC du Royans-Vercors                   | 84,21            | 365 (2022)                        | 4,3                | modifier les données · modifier les données |
| Saint-Andéol                 | 26291      | 26150       | Die            | Le Diois                                | CC du Diois                            | 13,37            | 83 (2022)                         | 6,2                | modifier les données · modifier les données |
| Saint-Auban-sur-l'Ouvèze     | 26292      | 26170       | Nyons          | Nyons et Baronnies                      | CC des Baronnies en Drôme provençale   | 16,55            | 204 (2022)                        | 12                 | modifier les données · modifier les données |
| Saint-Avit                   | 26293      | 26330       | Valence        | Drôme des collines                      | CC Porte de DrômArdèche                | 8,94             | 320 (2022)                        | 36                 | modifier les données · modifier les données |
| Saint-Bardoux                | 26294      | 26260       | Valence        | Romans-sur-Isère                        | CA Valence Romans Agglo                | 10,63            | 599 (2022)                        | 56                 | modifier les données · modifier les données |
| Saint-Barthélemy-de-Vals     | 26295      | 26240       | Valence        | Saint-Vallier                           | CC Porte de DrômArdèche                | 20,27            | 1 852 (2022)                      | 91                 | modifier les données · modifier les données |
| Saint-Benoit-en-Diois        | 26296      | 26340       | Die            | Le Diois                                | CC du Crestois et du pays de Saillans  | 11,17            | 34 (2022)                         | 3,0                | modifier les données · modifier les données |
| Saint-Christophe-et-le-Laris | 26298      | 26350       | Valence        | Drôme des collines                      | CA Valence Romans Agglo                | 11,35            | 425 (2022)                        | 37                 | modifier les données · modifier les données |
| Saint-Dizier-en-Diois        | 26300      | 26310       | Die            | Le Diois                                | CC du Diois                            | 13,94            | 46 (2022)                         | 3,3                | modifier les données · modifier les données |
| Saint-Donat-sur-l'Herbasse   | 26301      | 26260       | Valence        | Drôme des collines                      | CA Arche Agglo                         | 19,52            | 4 224 (2022)                      | 216                | modifier les données · modifier les données |
| Saint-Ferréol-Trente-Pas     | 26304      | 26110       | Nyons          | Nyons et Baronnies                      | CC des Baronnies en Drôme provençale   | 21,48            | 221 (2022)                        | 10                 | modifier les données · modifier les données |
| Saint-Gervais-sur-Roubion    | 26305      | 26160       | Nyons          | Dieulefit                               | CA Montélimar-Agglomération            | 14,57            | 1 088 (2022)                      | 75                 | modifier les données · modifier les données |
| Saint-Jean-de-Galaure        | 26216      | 26240       | Valence        | Saint-Vallier                           | CC Porte de DrômArdèche                | 13,18            | 1 258 (2022)                      | 95                 | modifier les données · modifier les données |
| Saint-Jean-en-Royans         | 26307      | 26190       | Die            | Vercors-Monts du Matin                  | CC du Royans-Vercors                   | 27,86            | 2 827 (2022)                      | 101                | modifier les données · modifier les données |
| Saint-Julien-en-Quint        | 26308      | 26150       | Die            | Le Diois                                | CC du Diois                            | 47,35            | 163 (2022)                        | 3,4                | modifier les données · modifier les données |
| Saint-Julien-en-Vercors      | 26309      | 26420       | Die            | Vercors-Monts du Matin                  | CC du Royans-Vercors                   | 18,47            | 252 (2022)                        | 14                 | modifier les données · modifier les données |
| Saint-Laurent-d'Onay         | 26310      | 26350       | Valence        | Drôme des collines                      | CA Valence Romans Agglo                | 6,28             | 157 (2022)                        | 25                 | modifier les données · modifier les données |
| Saint-Laurent-en-Royans      | 26311      | 26190       | Die            | Vercors-Monts du Matin                  | CC du Royans-Vercors                   | 27,39            | 1 383 (2022)                      | 50                 | modifier les données · modifier les données |
| Saint-Marcel-lès-Sauzet      | 26312      | 26740       | Nyons          | Dieulefit                               | CA Montélimar-Agglomération            | 3,98             | 1 231 (2022)                      | 309                | modifier les données · modifier les données |
| Saint-Marcel-lès-Valence     | 26313      | 26320       | Valence        | Valence-1                               | CA Valence Romans Agglo                | 15,05            | 6 214 (2022)                      | 413                | modifier les données · modifier les données |
| Saint-Martin-d'Août          | 26314      | 26330       | Valence        | Drôme des collines                      | CC Porte de DrômArdèche                | 7,67             | 389 (2022)                        | 51                 | modifier les données · modifier les données |
| Saint-Martin-en-Vercors      | 26315      | 26420       | Die            | Vercors-Monts du Matin                  | CC du Royans-Vercors                   | 27,13            | 436 (2022)                        | 16                 | modifier les données · modifier les données |
| Saint-Martin-le-Colonel      | 26316      | 26190       | Die            | Vercors-Monts du Matin                  | CC du Royans-Vercors                   | 3,18             | 225 (2022)                        | 71                 | modifier les données · modifier les données |
| Saint-Maurice-sur-Eygues     | 26317      | 26110       | Nyons          | Nyons et Baronnies                      | CC des Baronnies en Drôme provençale   | 8,82             | 795 (2022)                        | 90                 | modifier les données · modifier les données |
| Saint-May                    | 26318      | 26510       | Nyons          | Nyons et Baronnies                      | CC des Baronnies en Drôme provençale   | 10,23            | 31 (2022)                         | 3,0                | modifier les données · modifier les données |
| Saint-Michel-sur-Savasse     | 26319      | 26750       | Valence        | Drôme des collines                      | CA Valence Romans Agglo                | 11,11            | 567 (2022)                        | 51                 | modifier les données · modifier les données |
| Saint-Nazaire-en-Royans      | 26320      | 26190       | Die            | Vercors-Monts du Matin                  | CC du Royans-Vercors                   | 3,54             | 821 (2022)                        | 232                | modifier les données · modifier les données |
| Saint-Nazaire-le-Désert      | 26321      | 26340       | Die            | Le Diois                                | CC du Diois                            | 46,62            | 205 (2022)                        | 4,4                | modifier les données · modifier les données |
| Saint-Pantaléon-les-Vignes   | 26322      | 26770       | Nyons          | Grignan                                 | CC Enclave des Papes - Pays de Grignan | 8,31             | 400 (2022)                        | 48                 | modifier les données · modifier les données |
| Saint-Paul-lès-Romans        | 26323      | 26750       | Valence        | Romans-sur-Isère                        | CA Valence Romans Agglo                | 15,77            | 1 927 (2022)                      | 122                | modifier les données · modifier les données |
| Saint-Paul-Trois-Châteaux    | 26324      | 26130       | Nyons          | Le Tricastin                            | CC Drôme Sud Provence                  | 22,04            | 8 776 (2022)                      | 398                | modifier les données · modifier les données |
| Saint-Rambert-d'Albon        | 26325      | 26140       | Valence        | Saint-Vallier                           | CC Porte de DrômArdèche                | 13,41            | 6 947 (2022)                      | 518                | modifier les données · modifier les données |
| Saint-Restitut               | 26326      | 26130       | Nyons          | Le Tricastin                            | CC Drôme Sud Provence                  | 14,48            | 1 450 (2022)                      | 100                | modifier les données · modifier les données |
| Saint-Roman                  | 26327      | 26410       | Die            | Le Diois                                | CC du Diois                            | 7,10             | 231 (2022)                        | 33                 | modifier les données · modifier les données |
| Saint-Sauveur-en-Diois       | 26328      | 26340       | Die            | Le Diois                                | CC du Crestois et du pays de Saillans  | 6,95             | 54 (2022)                         | 7,8                | modifier les données · modifier les données |
| Saint-Sauveur-Gouvernet      | 26329      | 26110       | Nyons          | Nyons et Baronnies                      | CC des Baronnies en Drôme provençale   | 19,32            | 185 (2022)                        | 9,6                | modifier les données · modifier les données |
| Saint-Sorlin-en-Valloire     | 26330      | 26210       | Valence        | Drôme des collines                      | CC Porte de DrômArdèche                | 26,50            | 2 237 (2022)                      | 84                 | modifier les données · modifier les données |
| Saint-Thomas-en-Royans       | 26331      | 26190       | Die            | Vercors-Monts du Matin                  | CC du Royans-Vercors                   | 5,15             | 582 (2022)                        | 113                | modifier les données · modifier les données |
| Saint-Uze                    | 26332      | 26240       | Valence        | Saint-Vallier                           | CC Porte de DrômArdèche                | 10,10            | 2 129 (2022)                      | 211                | modifier les données · modifier les données |
| Saint-Vallier                | 26333      | 26240       | Valence        | Saint-Vallier                           | CC Porte de DrômArdèche                | 5,42             | 4 083 (2022)                      | 753                | modifier les données · modifier les données |
| Saint-Vincent-la-Commanderie | 26382      | 26300       | Valence        | Vercors-Monts du Matin                  | CA Valence Romans Agglo                | 13,34            | 619 (2022)                        | 46                 | modifier les données · modifier les données |
| Sainte-Croix                 | 26299      | 26150       | Die            | Le Diois                                | CC du Diois                            | 10,78            | 101 (2022)                        | 9,4                | modifier les données · modifier les données |
| Sainte-Eulalie-en-Royans     | 26302      | 26190       | Die            | Vercors-Monts du Matin                  | CC du Royans-Vercors                   | 6,14             | 542 (2022)                        | 88                 | modifier les données · modifier les données |
| Sainte-Euphémie-sur-Ouvèze   | 26303      | 26170       | Nyons          | Nyons et Baronnies                      | CC des Baronnies en Drôme provençale   | 11,28            | 72 (2022)                         | 6,4                | modifier les données · modifier les données |
| Sainte-Jalle                 | 26306      | 26110       | Nyons          | Nyons et Baronnies                      | CC des Baronnies en Drôme provençale   | 18,16            | 326 (2022)                        | 18                 | modifier les données · modifier les données |
| Salettes                     | 26334      | 26160       | Nyons          | Dieulefit                               | CC Dieulefit-Bourdeaux                 | 6,98             | 143 (2022)                        | 20                 | modifier les données · modifier les données |
| Salles-sous-Bois             | 26335      | 26770       | Nyons          | Grignan                                 | CC Enclave des Papes - Pays de Grignan | 9,50             | 214 (2022)                        | 23                 | modifier les données · modifier les données |
| Saou                         | 26336      | 26400       | Die            | Dieulefit                               | CC du Val de Drôme en Biovallée        | 41,60            | 582 (2022)                        | 14                 | modifier les données · modifier les données |
| Saulce-sur-Rhône             | 26337      | 26270       | Nyons          | Montélimar-1                            | CA Montélimar-Agglomération            | 18,43            | 1 882 (2022)                      | 102                | modifier les données · modifier les données |
| Sauzet                       | 26338      | 26740       | Nyons          | Dieulefit                               | CA Montélimar-Agglomération            | 19,19            | 1 834 (2022)                      | 96                 | modifier les données · modifier les données |
| Savasse                      | 26339      | 26740       | Nyons          | Montélimar-1                            | CA Montélimar-Agglomération            | 22,01            | 1 630 (2022)                      | 74                 | modifier les données · modifier les données |
| Séderon                      | 26340      | 26560       | Nyons          | Nyons et Baronnies                      | CC des Baronnies en Drôme provençale   | 20,30            | 236 (2022)                        | 12                 | modifier les données · modifier les données |
| Serves-sur-Rhône             | 26341      | 26600       | Valence        | Tain-l'Hermitage                        | CA Arche Agglo                         | 6,49             | 737 (2022)                        | 114                | modifier les données · modifier les données |
| Solaure en Diois             | 26001      | 26150       | Die            | Le Diois                                | CC du Diois                            | 19,36            | 444 (2022)                        | 23                 | modifier les données · modifier les données |
| Solérieux                    | 26342      | 26130       | Nyons          | Le Tricastin                            | CC Drôme Sud Provence                  | 8,55             | 311 (2022)                        | 36                 | modifier les données · modifier les données |
| Souspierre                   | 26343      | 26160       | Nyons          | Dieulefit                               | CC Dieulefit-Bourdeaux                 | 5,25             | 108 (2022)                        | 21                 | modifier les données · modifier les données |
| Soyans                       | 26344      | 26400       | Die            | Dieulefit                               | CC du Val de Drôme en Biovallée        | 25,64            | 402 (2022)                        | 16                 | modifier les données · modifier les données |
| Suze                         | 26346      | 26400       | Die            | Crest                                   | CC du Val de Drôme en Biovallée        | 14,43            | 247 (2022)                        | 17                 | modifier les données · modifier les données |
| Suze-la-Rousse               | 26345      | 26790       | Nyons          | Le Tricastin                            | CC Drôme Sud Provence                  | 30,60            | 2 067 (2022)                      | 68                 | modifier les données · modifier les données |
| Tain-l'Hermitage             | 26347      | 26600       | Valence        | Tain-l'Hermitage                        | CA Arche Agglo                         | 4,85             | 5 890 (2022)                      | 1 214              | modifier les données · modifier les données |
| Taulignan                    | 26348      | 26770       | Nyons          | Grignan                                 | CC Enclave des Papes - Pays de Grignan | 34,65            | 1 632 (2022)                      | 47                 | modifier les données · modifier les données |
| Tersanne                     | 26349      | 26390       | Valence        | Drôme des collines                      | CC Porte de DrômArdèche                | 9,49             | 354 (2022)                        | 37                 | modifier les données · modifier les données |
| Teyssières                   | 26350      | 26220       | Nyons          | Dieulefit                               | CC Dieulefit-Bourdeaux                 | 28,09            | 66 (2022)                         | 2,3                | modifier les données · modifier les données |
| Les Tonils                   | 26351      | 26460       | Nyons          | Dieulefit                               | CC Dieulefit-Bourdeaux                 | 13,00            | 22 (2022)                         | 1,7                | modifier les données · modifier les données |
| La Touche                    | 26352      | 26160       | Nyons          | Dieulefit                               | CA Montélimar-Agglomération            | 8,29             | 260 (2022)                        | 31                 | modifier les données · modifier les données |
| Les Tourrettes               | 26353      | 26740       | Nyons          | Montélimar-1                            | CA Montélimar-Agglomération            | 7,34             | 1 084 (2022)                      | 148                | modifier les données · modifier les données |
| Triors                       | 26355      | 26750       | Valence        | Romans-sur-Isère                        | CA Valence Romans Agglo                | 5,65             | 639 (2022)                        | 113                | modifier les données · modifier les données |
| Truinas                      | 26356      | 26460       | Nyons          | Dieulefit                               | CC Dieulefit-Bourdeaux                 | 8,64             | 143 (2022)                        | 17                 | modifier les données · modifier les données |
| Tulette                      | 26357      | 26790       | Nyons          | Grignan                                 | CC Drôme Sud Provence                  | 23,53            | 2 001 (2022)                      | 85                 | modifier les données · modifier les données |
| Upie                         | 26358      | 26120       | Valence        | Crest                                   | CA Valence Romans Agglo                | 19,53            | 1 532 (2022)                      | 78                 | modifier les données · modifier les données |
| Vachères-en-Quint            | 26359      | 26150       | Die            | Le Diois                                | CC du Diois                            | 5,14             | 35 (2022)                         | 6,8                | modifier les données · modifier les données |
| Val-Maravel                  | 26136      | 26310       | Die            | Le Diois                                | CC du Diois                            | 21,60            | 49 (2022)                         | 2,3                | modifier les données · modifier les données |
| Valaurie                     | 26360      | 26230       | Nyons          | Grignan                                 | CC Enclave des Papes - Pays de Grignan | 12,30            | 720 (2022)                        | 59                 | modifier les données · modifier les données |
| Valdrôme                     | 26361      | 26310       | Die            | Le Diois                                | CC du Diois                            | 41,51            | 134 (2022)                        | 3,2                | modifier les données · modifier les données |
| Valherbasse                  | 26210      | 26350       | Valence        | Drôme des collines                      | CA Valence Romans Agglo                | 43,57            | 1 020 (2022)                      | 23                 | modifier les données · modifier les données |
| Valouse                      | 26363      | 26110       | Nyons          | Nyons et Baronnies                      | CC des Baronnies en Drôme provençale   | 6,33             | 41 (2022)                         | 6,5                | modifier les données · modifier les données |
| Vassieux-en-Vercors          | 26364      | 26420       | Die            | Vercors-Monts du Matin                  | CC du Royans-Vercors                   | 48,25            | 338 (2022)                        | 7,0                | modifier les données · modifier les données |
| Vaunaveys-la-Rochette        | 26365      | 26400       | Die            | Crest                                   | CC du Val de Drôme en Biovallée        | 21,93            | 611 (2022)                        | 28                 | modifier les données · modifier les données |
| Venterol                     | 26367      | 26110       | Nyons          | Nyons et Baronnies                      | CC des Baronnies en Drôme provençale   | 31,69            | 632 (2022)                        | 20                 | modifier les données · modifier les données |
| Vercheny                     | 26368      | 26340       | Die            | Le Diois                                | CC du Crestois et du pays de Saillans  | 11,19            | 450 (2022)                        | 40                 | modifier les données · modifier les données |
| Verclause                    | 26369      | 26510       | Nyons          | Nyons et Baronnies                      | CC des Baronnies en Drôme provençale   | 26,14            | 67 (2022)                         | 2,6                | modifier les données · modifier les données |
| Vercoiran                    | 26370      | 26170       | Nyons          | Nyons et Baronnies                      | CC des Baronnies en Drôme provençale   | 19,95            | 134 (2022)                        | 6,7                | modifier les données · modifier les données |
| Vers-sur-Méouge              | 26372      | 26560       | Nyons          | Nyons et Baronnies                      | CC des Baronnies en Drôme provençale   | 13,81            | 40 (2022)                         | 2,9                | modifier les données · modifier les données |
| Vesc                         | 26373      | 26220       | Nyons          | Dieulefit                               | CC Dieulefit-Bourdeaux                 | 40,48            | 251 (2022)                        | 6,2                | modifier les données · modifier les données |
| Villebois-les-Pins           | 26374      | 05700       | Nyons          | Nyons et Baronnies                      | CC du Sisteronais Buëch                | 10,81            | 19 (2022)                         | 1,8                | modifier les données · modifier les données |
| Villefranche-le-Château      | 26375      | 26560       | Nyons          | Nyons et Baronnies                      | CC des Baronnies en Drôme provençale   | 7,42             | 18 (2022)                         | 2,4                | modifier les données · modifier les données |
| Villeperdrix                 | 26376      | 26510       | Nyons          | Nyons et Baronnies                      | CC des Baronnies en Drôme provençale   | 26,15            | 102 (2022)                        | 3,9                | modifier les données · modifier les données |
| Vinsobres                    | 26377      | 26110       | Nyons          | Nyons et Baronnies                      | CC des Baronnies en Drôme provençale   | 35,42            | 1 005 (2022)                      | 28                 | modifier les données · modifier les données |
| Volvent                      | 26378      | 26470       | Die            | Le Diois                                | CC du Diois                            | 16,73            | 36 (2022)                         | 2,2                | modifier les données · modifier les données |
| Drôme                        | 26         |             |                |                                         |                                        | 6 530,00         | 521 432 (2022)                    | 80                 | modifier les données                        |

### Communes nouvelles
Deux communes nouvelles ont été formées en 2015 :
- Aix-en-Diois et Molières-Glandaz deviennent des communes déléguées de la commune nouvelle de Solaure en Diois ;
- Mercurol et Veaunes deviennent des communes déléguées de la commune nouvelle de Mercurol-Veaunes.

Deux communes nouvelles ont été formées en 2019 :
- Miribel, Montrigaud et Saint-Bonnet-de-Valclérieux deviennent des communes déléguées de la commune nouvelle de Valherbasse ;
- Châtillon-en-Diois et Treschenu-Creyers deviennent des communes déléguées de la commune nouvelle de Châtillon-en-Diois.

Une commune nouvelle a été formée en 2022 : Saint-Jean-de-Galaure dont La Motte-de-Galaure et Mureils deviennent des communes déléguées.
Le 1er janvier 2025 le nombre de communes passe de 363 à 362 à la suite de la création de la commune nouvelle de Saillans.

## Liste des intercommunalités
Le département compte quinze structures intercommunales dont deux communautés d'agglomération et treize communautés de communes. Toutes les communes sont membres de l'une de ces structures :
Communautés d'agglomération
- Montélimar-Agglomération
- Valence Romans Agglo

Communautés de communes dont le siège se situe dans le département
- Crestois et Pays de Saillans Cœur de Drôme
- Dieulefit-Bourdeaux (ex-Pays de Dieulefit)
- Diois
- Drôme Sud Provence
- Hautes Baronnies
- Le Pays du Royans
- Pays de l'Herbasse
- Pays de Rémuzat
- Pays du Buis-les-Baronnies
- Porte de DrômArdèche
- Val de Drôme
- Val d'Eygues
- Vercors

Communautés de communes dont le siège se situe hors du département, incluant une commune de la Drôme
- Canton de Ribiers Val de Méouge
- Enclave des Papes-Pays de Grignan
- Hermitage-Tournonais
- Interdépartementale des Baronnies
- Pays Vaison Ventoux
- Vallée du Jabron
- Ventoux Sud